# Gastronomia d'Eslovàquia

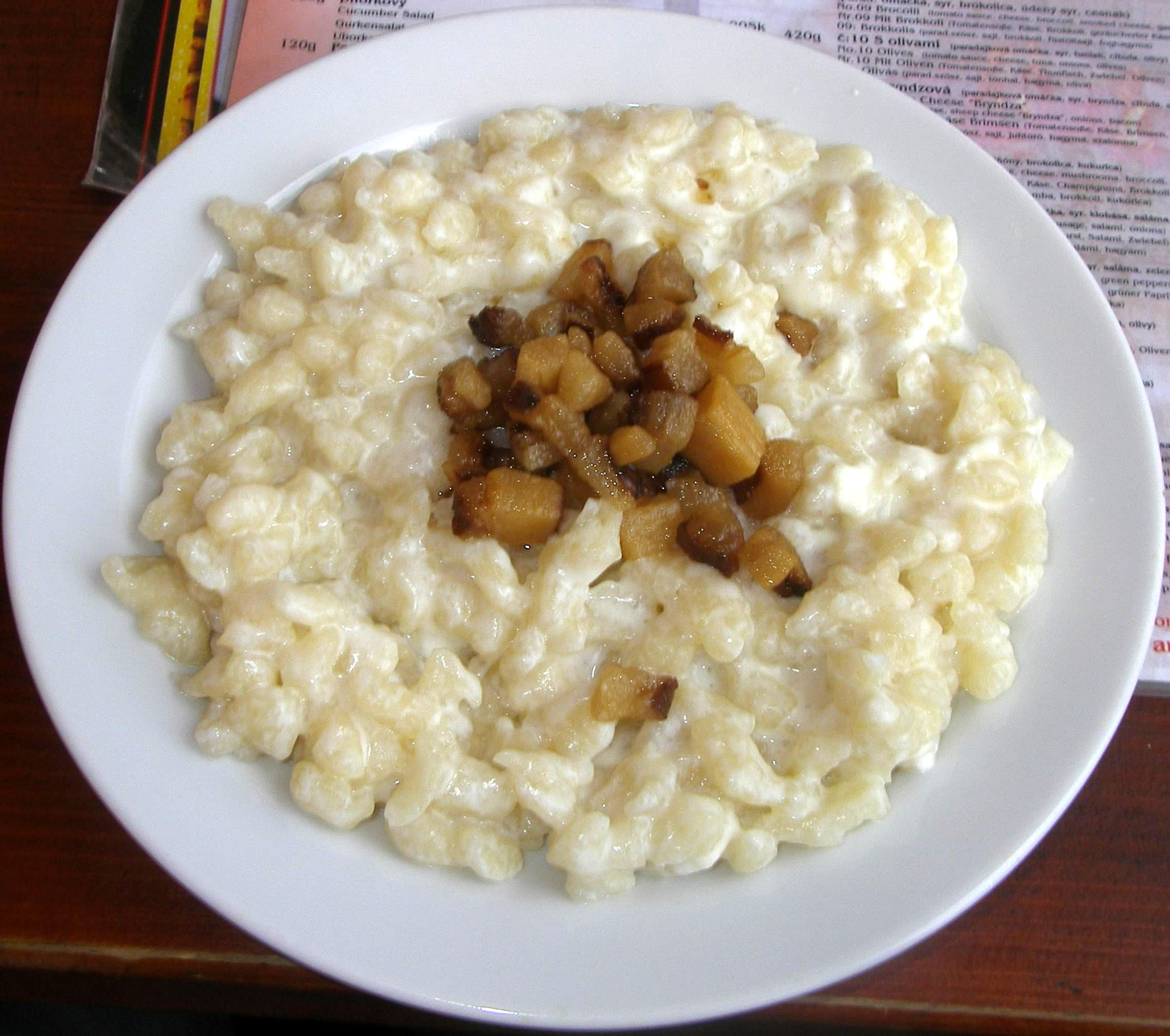
Bryndzové halušky (farciments de patata amb formatge de llet cabra)

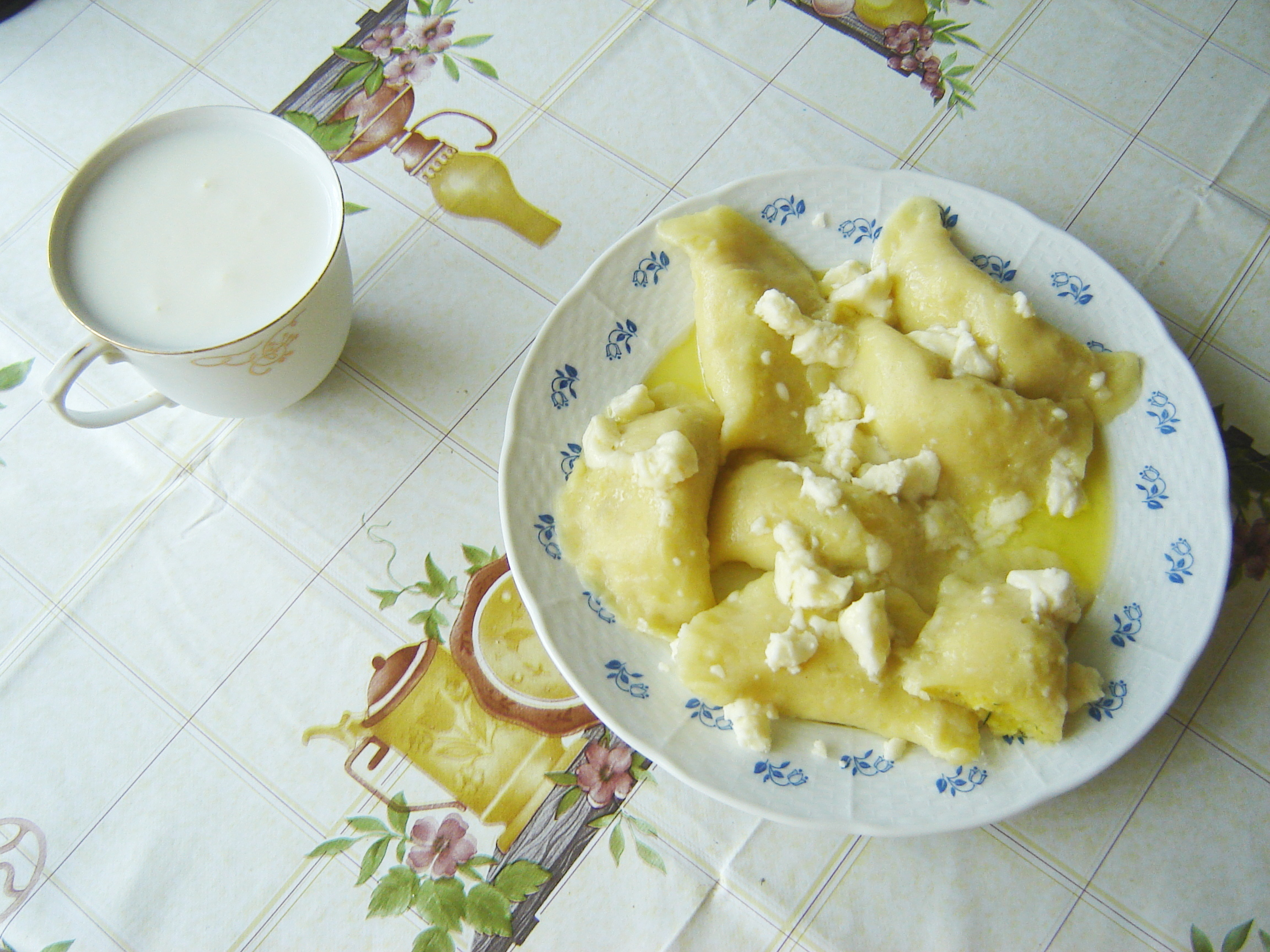
Bryndzové pirohy.

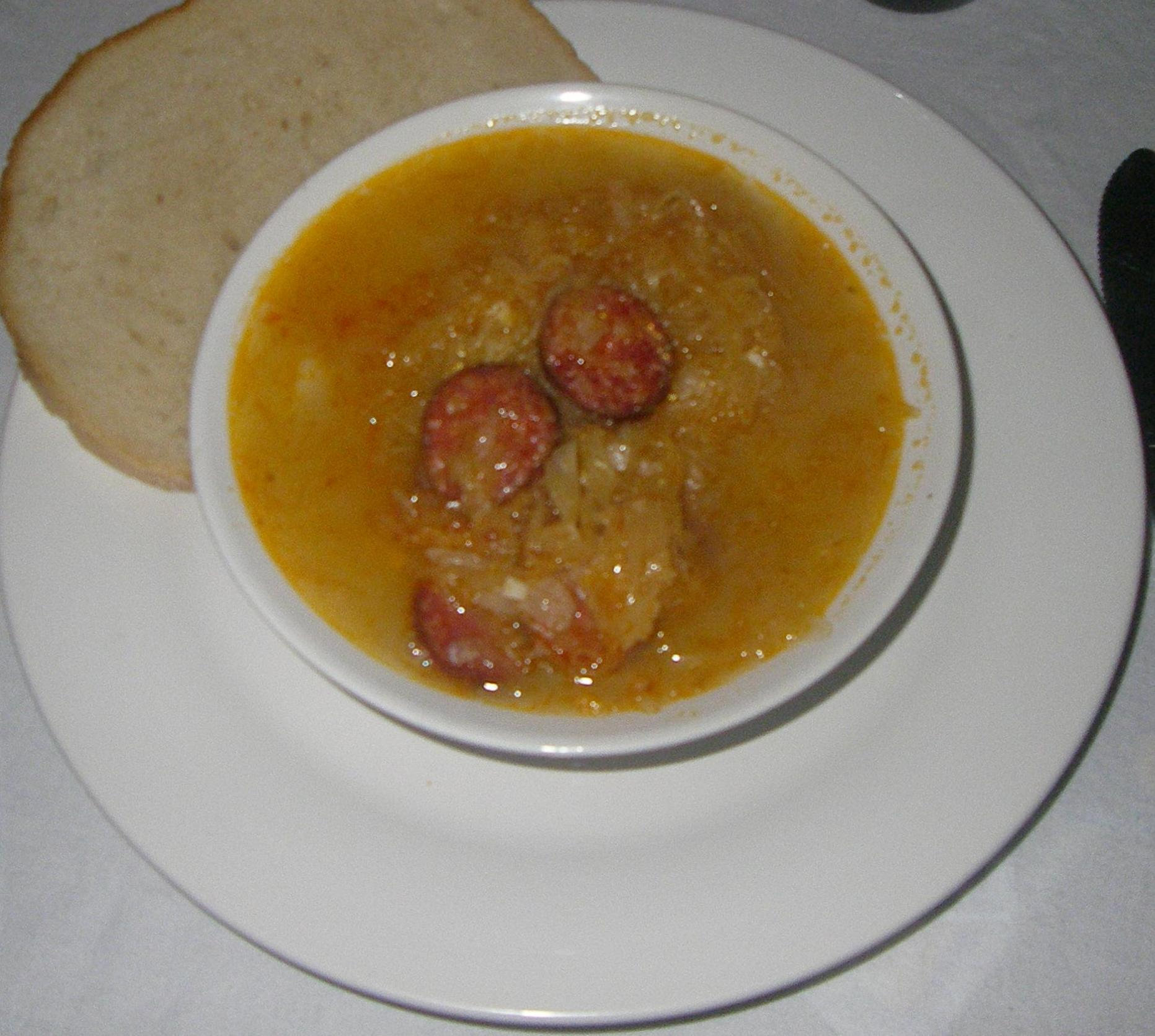
Kapustnica (sopa de xucrut amb salsitxa)

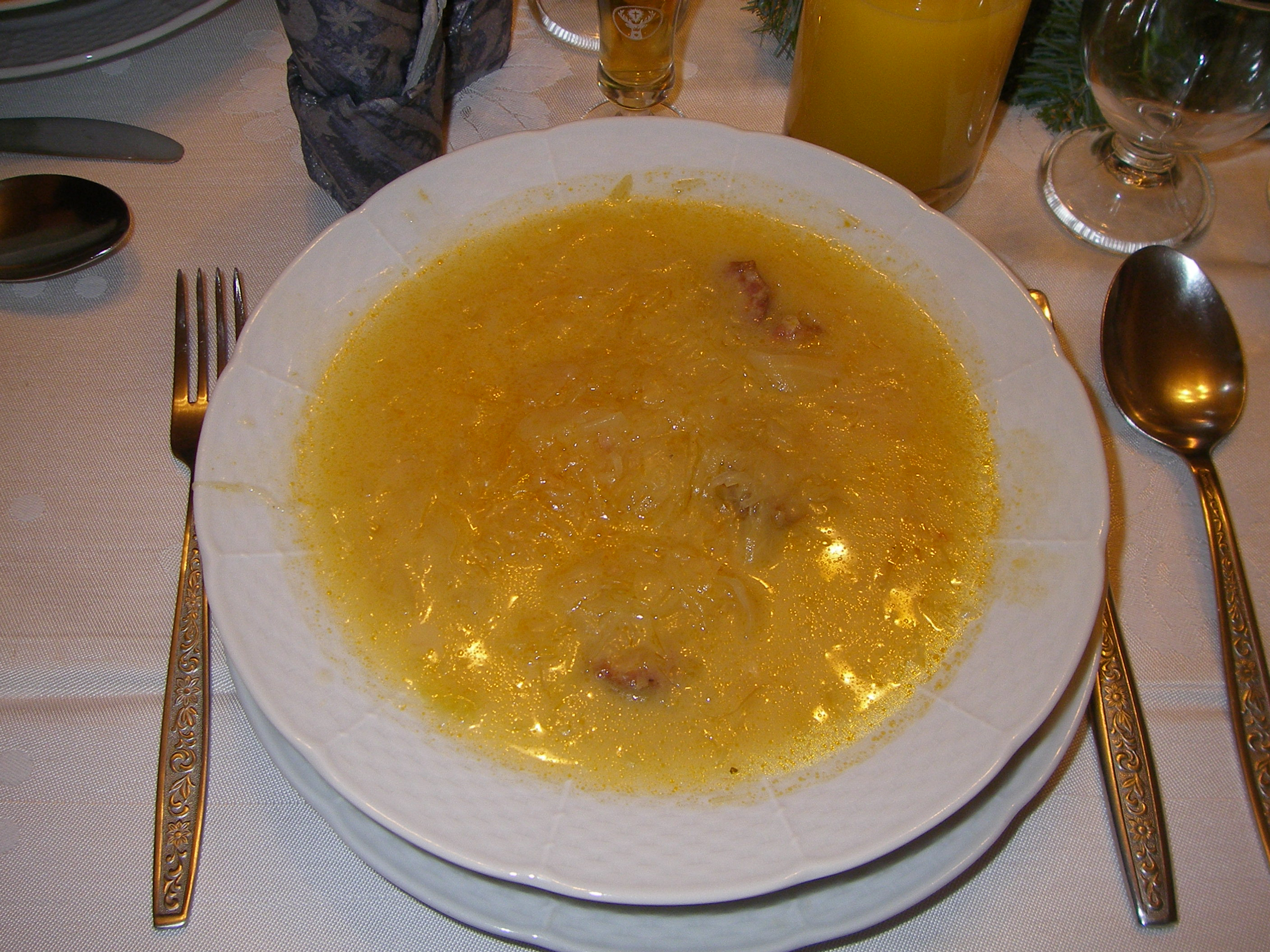
Kapustnica (sopa de bolets amb xucrut)

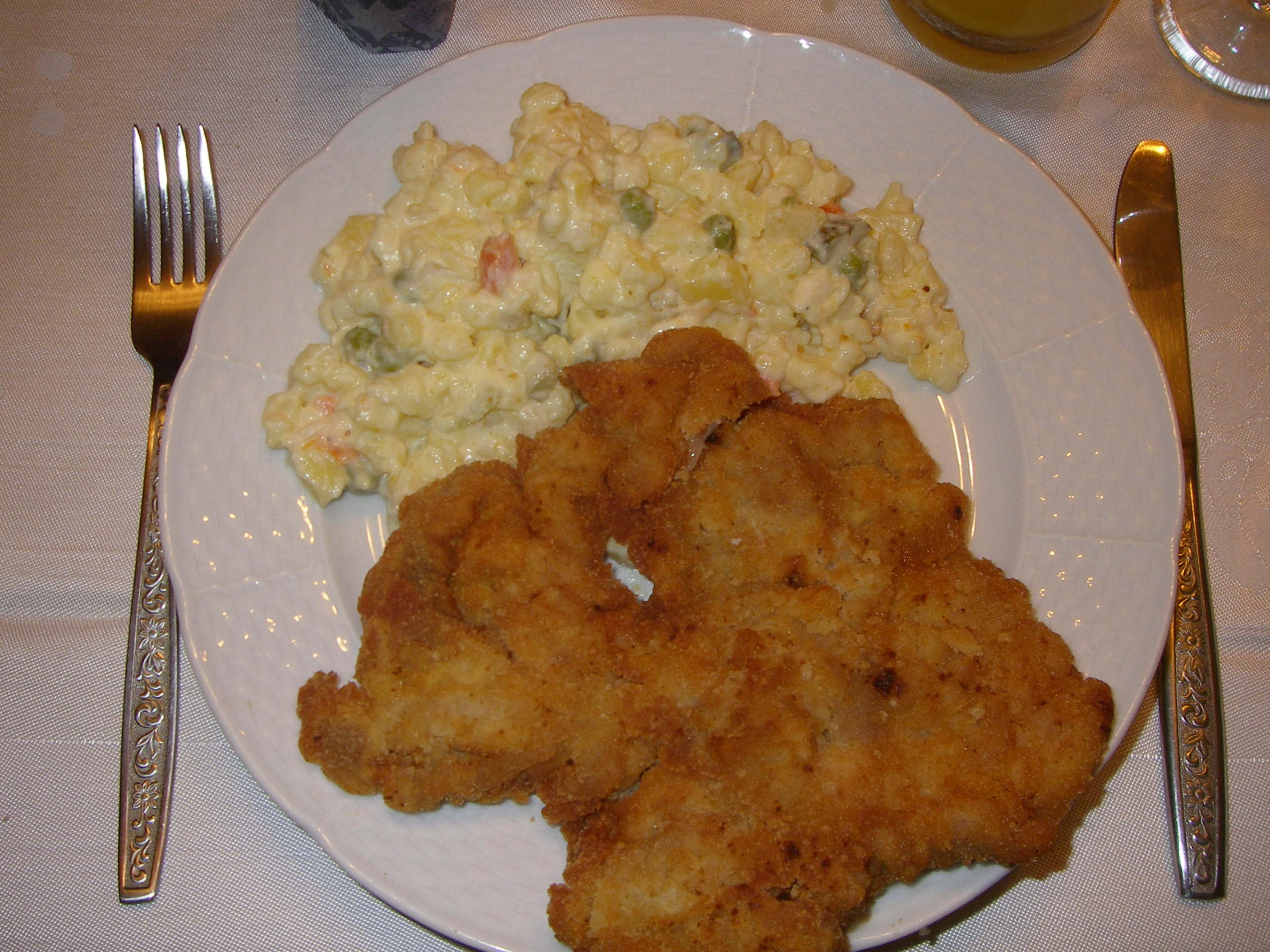
Kapor sota zemiakovým šalátom (peix i amanida de patata amb mahonesa i hortalisses)

La gastronomia d'Eslovàquia és una de les més velles d'Europa. Té profundes arrels històriques. Està basada principalment en carn de porc, farina, patata, col i productes làctics. Actualment, la cuina eslovaca tradicional té un excel·lent nivell, comparable amb les grans escoles mundials.

## Orígens
La cuina d'Eslovàquia prové d'una regió amb condicions característiques climatològiques severes on almenys tres mesos de l'any regna un intens fred; aquesta és una de les raons de la preponderància de la carn fumada, patates, col agra, productes làctics i farines, productes que poden fàcilment perdurar o produir-se tot l'any sense importar el fred o les nevades. De la mateixa manera, els antics eslovacs collien la col durant la tardor, la llescaven, la barrejaven amb espècies i feien col agra, una poderosa font de vitamina C. La patata collida a l'octubre servia d'aliment bàsic durant l'hivern igual que la llet de vaca fresca o agra. De peix es consumia sobretot la carpa.

## Plats
L'amanida és un acompanyant del menjar que mai manca. Les més típiques són amanides de col blanca o vermella, l'amanida d'enciam i l'amanida mixta de verdures amb formatge rallat. En els mesos d'hivern se serveix el xucrut (col agra) per acompanyar el plat fort. Molts plats amb carn s'acompanyen d'amanida de patata «zemiakový šalát», feta de patata cuita amb la seva pell i després tallada en glaçons, pastanaga, ceba, cogombrets, ous cuits i mahonesa.
La sopa de col agra «kapustnica» de carn fumada, fongs, prunes seques, xoriço i una mica de farina i crema agra, és la més tradicional. Altres sopes típiques són la de pollastre o de cap de bestiar (brou) amb fideus i la «gulášová», preparada amb carn de cap de bestiar, ceba, patates i pebra molta i amb marduix.
Quant al plat fort es refereix, la cuina eslovaca és una mica grasienta, doncs s'utilitza molt el llard en la seva preparació. Una de les especialitats més típiques de la cuina eslovaca és els halušky, un menjar fet de farina i patata (nyoquis) que se serveixen sempre amb altres ingredients. Altres platerets populars són els bryndzové halušky, elaborats amb formatge d'ovella bryndza i trossos de cansalada fregida. Molt saborosos i igual de populars són el «kapustové halušky», fets amb col cuita i cansalada fosa. Existeixen innombrables variants d'aquests platets, perquè la cuina eslovaca té una gran quantitat de variacions regionals.
Un altre plat representatiu de la cuina eslovaca és el «guláš», menjar fet amb carn de cap de bestiar i ceba amb molts ingredients al que pebrot molt i el marduix li donen una olor molt especial i característic. Molts tipus de plats forts es consumeixen acompanyats de «knedľa» - una pasta feta de farina de blat i llevat.

## Postres
Les postres més típiques són el «buchty» i el «koláči» - pastissos fets de farina de blat i llevat, farciments amb fruites, melmelades i mató, el Babka (pastís) elaborat amb farina i ous, «štrúdla» (strudel),el «palacinky» (crepes) i el paska (pa de Pasqua).

## Begudes
És gairebé obligat un tarro de bona cervesa feta amb la típica recepta eslovaca, que es considera important com a digestiu o una espècie de «cremador de greix». A les regions de vinyers - una copa de vi de bona qualitat acostuma sempre acompanyar el menjar. Eslovàquia també produeix bons vins espumosos.